# Langues tucanoanes
Ne doit pas être confondu avec Langues tacananes.
Les langues tucanoanes sont une famille de langues amérindiennes d'Amérique du Sud, parlées en Amazonie dans l'Ouest du Brésil et en Colombie.

## Classification

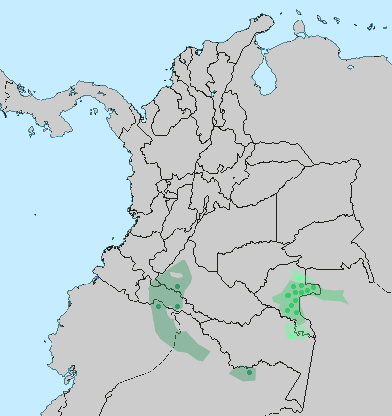
Les zones coloriées montrent le tucanoan oriental (vert), le tucanoan central (vert turquoise) et le tucanoan occidental (vert foncé), avant le début du XXe siècle. Les points correspondent à la localisation actuelle des différentes langues tucanoanes.

### Les langues tucanoanes orientales
Les langues tucanoanes  orientales sont, dans leur majorité, parlées en Colombie :
- Sous-branche du Nord
  - Le tucano
  - Le wanano
  - Le piratapuya
- Sous-branche centrale
  - Le bara et le waimaja
  - Le tuyuca
  - Le desano
  - Le siriano
  - Le tatuyo
  - Le carapana
- Sous-branche du Sud
  - Le macuna
  - Le yuriti
  - Le barasana
- Langues éteintes
  - Le mirititapuya, éteint
  - L'arapaso, éteint
  - L'urubu-tapuya, éteint

### Les langues tucanoanes centrales
La réalité de cette branche, qui ne comprend que deux langues n'est pas universellement reconnue :
- Le cubeo
- Le tanimuca ou retuarã

### Les langues tucanoanes occidentales
- Sous-branche du Nord
  - Le koreguaje
  - Le siona
  - Le secoya
  - Le  teteté (en)
- Sous-branche du Sud
  - L'orejón